# St. Paul (Alaska)
St. Paul ist ein Ort mit dem Status einer City in der Aleutians West Census Area in Alaska. Das U.S. Census Bureau hatte bei der Volkszählung 2020 eine Einwohnerzahl von 413 ermittelt. In St. Paul leben überwiegend Vertreter der indigenen Volksgruppe der Aleuten (Unangas).

## Geographie
St. Paul befindet sich auf einer schmalen Halbinsel an der Südküste von Saint Paul Island. Die Insel gehört zu den Pribilof-Inseln, eine aus zwei größeren Inseln und zwei Eilanden bestehenden sehr isoliert gelegenen Inselgruppe inmitten des Beringmeeres. St. George, auf St. George Island gelegen, befindet sich 73 km südsüdöstlich und ist der nächstgelegene Ort. Unalaska, auf den Aleuten gelegen, befindet sich 430 km südsüdöstlich und ist die nächstgrößere Stadt. 5 km nordöstlich von St. Paul liegt der Flugplatz St. Paul Island.

## Geschichte
1788 versklavte die Russländisch-Amerikanische Kompagnie Aleuten von Sibirien, Atka und Unalaska und siedelte diese zur Pelzrobbenjagd auf die Pribilof-Inseln um. Deren Nachkommen leben heute noch auf den beiden Hauptinseln. Mit dem Kauf von Alaska gingen auch die Pribilof-Inseln an die Vereinigten Staaten. 1870 vergab die US-Regierung der Alaska Commercial Company für 20 Jahre die Rechte, auf den Pribilof-Inseln Robbenjagd zu betreiben. Als Gegenleistung wurde den Inselbewohnern Unterkunft, Verpflegung und medizinische Versorgung zur Verfügung gestellt. 1890 wurden die Jagdrechte erneut für 20 Jahre an die Alaska Commercial Company vergeben. Eine Überjagung der Robbenbestände führte zu Armut. 1910 übernahm das U.S. Bureau of Fisheries die Aufsicht über die Gemeinde und die Pelzrobben. Während des Zweiten Weltkriegs wurden die Pribilof-Aleuten nach Funter Bay auf Admiralty Island im Südosten von Alaska umgesiedelt. Im Gegensatz zu anderen evakuierten Aleuten wurden sie in einer aufgegebenen Konservenfabrik und einem Minencamp eingeschlossen. Die Bedingungen waren schlecht, die Unterkünfte waren überfüllt und die Heizungs- und Sanitäreinrichtungen unzureichend, was zu einer hohen Krankheitsrate führte. Viele ältere und junge Menschen starben in dieser Zeit. Am 29. Juni 1971 erhielt St. Paul den Status einer „City“. Heute lebt die Bevölkerung hauptsächlich von Subsistenzwirtschaft. Robben werden sowohl zu Subsistenzzwecken als auch für indigene Kunst und Handwerk gejagt. Robben und Pazifischer Heilbutt werden mit anderen Gemeinden gegen gesalzenen oder geräucherten Lachs getauscht. Der Verkauf von Alkohol ist beschränkt auf den stammeseigenen Getränkeladen und die Taverne.

## Demografie
Zum Zeitpunkt der Volkszählung im Jahre 2020 (U.S. Census 2020) hatte St. Paul 413 Einwohner auf einer Landfläche von 110,39 km². Von den Einwohnern waren 26 Weiße, einer afrikanisch-amerikanischer Abstammung, 358 Indigene sowie 6 Asiaten. Dies entspricht einem Bevölkerungsanteil Indigener von 87 Prozent.
Beim Zensus im Jahr 2000 wurden 532 Einwohner gezählt, 2010 waren es 479. Die Bevölkerungsentwicklung war in den letzten Jahren rückläufig.